# فريدريك برينان
فريدريك روبرت برينان (بالإنجليزية: Fredrick Robert Brennan؛ مواليد 21 فبراير 1994) هو مطور برامج ومصمم خطوط أمريكي أسس موقع الصور 8تشان في عام 2013، قبل أن ينكره في عام 2019. بعد الارتفاع الكبير في شعبية 8تشان في عام 2014، ويرجع ذلك إلى حد كبير إلى انتقال العديد من أنصار غيمرغيت إلى الموقع من فورتشان، انتقل برينان إلى الفلبين للعمل مع جيم واتكينز، الذي قدم خدمات الاستضافة إلى 8تشان وأصبح فيما بعد مالك الموقع.
قطع برينان علاقاته مع 8تشان في عام 2016 ومع واتكينز في عام 2018. ومنذ ذلك الحين، أصبح برينان ناقدًا صريحًا لكل من 8تشان وواتكينز، وناضل بنشاط لمحاولة إغلاق 8تشان. برينان هو أيضًا ناقد صريح لنظرية مؤامرة كيو أنون، والتي تركز على منشورات 8تشان التي قام بها شخص مجهول يُدعى «Q»، وقد بحث برينان عن من قد يكون وراء هوية Q.

## حياته الشخصية
وُلِد فريدريك برينان في 21 فبراير 1994 في ألباني، نيويورك. ولد مصابًا بمرض هشاشة العظام، المعروف باسم مرض هشاشة العظام، والذي يعيق نموه ويتطلب منه استخدام كرسي متحرك. ويقدر أنه تعرض لكسر العظام 120 مرة عندما كان عمره 19 عامًا. ينتمي برينان إلى عائلة متعددة الأجيال تعاني من OI، ووالدته تعاني من نفس الحالة. انفصل والداه عندما كان برينان في الخامسة من عمره. وكان هو وإخوته في عهدة والده حتى بلغ برينان 14 عامًا. ونتيجة لإهمال والده (لم يخضع برينان مطلقًا للجراحة اللازمة لزرع قضبان داخل النخاع لمرض هشاشة العظام، مما أدى إلى اختلال اتحاد ذراعيه وساقيه)، تم وضعهما في نظام رعاية الأطفال في ولاية نيويورك، حيث بقي برينان حتى بلغ السادسة عشرة من عمره بينما خاضت والدته الإجراءات القانونية لاستعادة الحضانة. ثم عاش مع والدته حتى بلغ 18 عامًا. بعد تخرجه من المدرسة الثانوية، اختار عدم الالتحاق بالجامعة.
في يناير 2014، سُرق من برينان ما يقرب من 5000 دولار كان يدخرها لشراء كرسي متحرك جديد. عندما تم القبض على المشتبه به، ذهب برينان إلى مركز الشرطة للوقوف أمامه، ولكن عندما لم تأتي الحافلة في طريق العودة، تُرك عالقًا في الثلج واضطر لاحقًا إلى تلقي العلاج من انخفاض حرارة الجسم. وقد تلقى اعتذارًا شخصيًا من مفوض شرطة مدينة نيويورك ‏ ويليام جيه براتون. بدأت رازور كليكس حملة تبرعات للمساعدة في جمع الأموال المتبقية لشراء كرسي متحرك جديد؛ وتم جمع 15،000 دولار أمريكي (16.4 ألف دولارًا أمريكيًا في عام 2020) في شهرين.
كتب برينان مقالاً في عام 2014 يدعم فيه التعقيم الطوعي للأشخاص الذين يعانون من حالات وراثية وراثية شديدة مماثلة. في المقال، ذكر برينان أن موقع ذا ديلي ستورمر، وهو موقع إلكتروني مؤيد للتفوق الأبيض والنازية الجديدة، هو الوحيد الذي وافق على نشره. لقد طور برينان كراهية تجاه والديه بسبب حياته المليئة بالألم المستمر، حيث صرح في مقابلة مع تورتيس ميديا في عام 2019، «لا أريد التحدث نيابة عن كل شخص يعاني من إعاقة، لكنني أكره أن أكون معاقًا ودائمًا ما كنت أكره ذلك».
أصبح برينان فيما بعد مسيحيًا وتوقف عن الإيمان بتشجيع التعقيم. في عام 2019، فكر في إنجاب طفل مع زوجته لكنه أكد أنه لا يزال يؤمن بالاختبارات الجينية للآباء المحتملين ذوي الإعاقة.
في أوائل العقد الأول من القرن الحادي والعشرين، عرّف برينان نفسه بأنه ليبرالي؛ ومع ذلك، أصبح ينتقد هذه الأيديولوجية بشكل متزايد، بحجة أن النهج الليبرالي لـ 8تشان أدى إلى إنشاء نظام إقطاعي. في عام 2016، دعم بيرني ساندرز للرئاسة.
في أغسطس 2019، قال برينان إنه كان يدرس اللغة التاغالوغية.

## الاستخدام المبكر للكمبيوتر والاستقلال
لقد قيدت إعاقة برينان أنشطة اللعب التي كان يمارسها أثناء طفولته، لذلك أصبح «مدمنًا» على جهاز الكمبيوتر الأول الخاص به في سن السادسة. علم برينان نفسه البرمجة، وكتب أول برنامج كمبيوتر مستقل في سن الثالثة عشرة. كان برينان نشطًا في ثقافة الإنترنت منذ سن مبكرة، وكان مستخدمًا منتظمًا لموقع فورتشان منذ عام 2006، عندما كان يبلغ من العمر 12 عامًا.
بدأ برينان العمل بشكل مستقل فور تخرجه من المدرسة الثانوية. بدأ من خلال القيام بمهام على أمازون ميكانيكال تورك [الإنجليزية]، وحقق 5،000 دولار (5.64 ألف دولارًا في عام 2020) في عام 2012 من خلال المنصة.  أصبح لاحقًا مقدم طلب (مُشغل) للخدمة، مما أكسبه ما يكفي من المال للانتقال من منزل والدته في أتلانتيك سيتي، نيو جيرسي، إلى بروكلين، نيويورك. هناك، عمل في بناء مواقع الويب كرئيس للبرمجة في رازور كليكس، التي تقوم بتسويق الويب للشركات الصغيرة. دفعت الشركة إيجار شقته وعمل في وظيفة ثانية عن بعد لشركة كندية لدفع النفقات.
في عام 2012، انضم إلى ويزاردشان، وهو مجتمع إنترنت للعذارى الذكور. وفقًا لبرينان، فقد اشترى ويزاردشان من المدير الأصلي في مارس 2013 وامتلكه حتى سبتمبر 2013، عندما استقال بعد أن فقد عذريته.
وفي عام 2012 أيضًا، صوت برينان لصالح رون بول في الانتخابات الرئاسية الأمريكية لعام 2012.

## 8تشان
في أكتوبر 2013، أطلق برينان موقع 8تشان، المعروف أيضًا باسم «إنفينيتشان» أو «إنفينيتي تشان»، بعد شهر من جمع التبرعات على باتريون. بدأ الموقع بقاعدة جماهيرية صغيرة لكنها وفية. في البداية، أدار برينان الموقع بشكل مجهول، والمعروف فقط باسم (بالإنجليزية: copypaste)، وهو اسم المستخدم الذي استخدمه في غرف الدردشة على بروتوكول الدردشة عبر الإنترنت. في مايو 2014، تم الكشف عن هويته، وقرر البدء في وضع اسمه الحقيقي خلف عمله على 8تشان.
بعد أن حظر مؤسس فورتشان ومدير الموقع آنذاك، كريستوفر «موت» بول، المناقشة المتعلقة بغيمرغيت في سبتمبر 2014، بدأ برينان في الإعلان عن 8تشان باعتباره «بديلًا لفورتشان صديقًا لحرية التعبير» حيث تتم إدارة لوحات المناقشة بواسطة المستخدمين الذين أنشأوها، وليس بواسطة المشرفين على الموقع. في عام 2021، أخبر برينان أحد المحاورين في جاكوبين أنه في البداية حدد قواعد 8تشان بحظر النشاط غير القانوني بسبب الكسل وليس القناعة الأيديولوجية.
أصبح برينان نفسه صوتًا بارزًا في غيمرغيت؛ حيث أجرى مقابلة حول تورط مستخدمي 8تشان في مضايقة بريانا وو في برنامج ديفيد باكمان ‏، وطُلب منه إجراء مناقشة حول غيمرغيت على هافينغتون بوست لايف ‏ وقناة الجزيرة أمريكا. نتيجة لتدفق مؤيدي غيمرغيت، انطلق الموقع — قال برينان في مقابلة مع آرس تكنيكا أن الموقع شهد أكثر من 4،000 منشور في الساعة في ذلك الشهر، وهي زيادة كبيرة من حوالي 100 منشور في الساعة قبل تغيير قاعدة فورتشان. أصبح موقع 8تشان ثاني أكثر موقع للصور باللغة الإنجليزية شعبية على الويب. عندما سأله مُحاور جاكوبين عن رأيه في قضية غيمرغيت، قال برينان: «لقد فوجئتُ تمامًا. لم أكن أعلم أن هذا سيحدث». وأضاف: «عندما حدث ذلك، أدركتُ ما كان يحدث مع المستخدمين الآخرين. لكن لأكون صريحًا تمامًا. كانت لديّ أسباب وجيهة جدًا لأغض الطرف — انظروا إلى مدى شعبية موقعي الآن. هل سأطرد هؤلاء الأشخاص حقًا؟ إنهم يستمتعون كثيرًا بكل هذه الميزات التي صممتها إنها تعمل أخيرًا».
وجد برينان صعوبة متزايدة في مواكبة تكاليف الخادم للموقع المتنامي، وواجه الموقع انقطاعًا متكررًا في الخدمة حيث رفض العديد من مزودي خدمة الإنترنت تقديم الخدمة بسبب المحتوى غير المقبول للموقع. تعرض برينان لانتقادات بسبب لوحات 8تشان المتعلقة بالاعتداء الجنسي على الأطفال؛ وقال برينان لصحيفة The Daily Dot في عام 2014 إنه وجد مثل هذا المحتوى مستهجنًا شخصيًا، لكنه ظل متمسكًا برفضه إزالة المحتوى الذي لا ينتهك قانون الولايات المتحدة. بسبب الجدل الدائر حول الموقع، قام موقع التمويل الجماعي باتريون بإزالة صفحة جمع التبرعات الخاصة ب8تشان في يناير 2015، ووضع مسجل الموقع النطاق الأصلي 8تشان.co قيد الانتظار، حيث استشهد كل منهما بوجود محتوى إساءة معاملة الأطفال. تنازل المسجل لاحقًا عن السيطرة على المجال إلى 8تشان.
اتصل جيم واتكينز، مالك شركة استضافة الويب المسماة NT Technology، برينان بعد فترة وجيزة من زيادة شعبية الموقع ليعرض عليه شراكة، بشرط أن يأتي برينان إلى الفلبين للعمل معه. يذكر برينان أنه وثق في واتكينز لأنه كان يعلم أن واتكينز هو من يدير موقع لوحة الصور ثنائية القناة ‏، على الرغم من أنه لم يكن على علم في ذلك الوقت بالادعاء القائل بأن واتكينز سرق الموقع من مؤسسه. وافق برينان على العمل مع واتكينز، وفي أواخر عام 2014 انتقل إلى مانيلا للانضمام إليه. بدأ واتكينز، عبر شركة NT Technology، في تقديم خدمات أسماء النطاقات والأجهزة لاستضافة 8تشان في عام 2014 وحتى عام 2015، واستمر برينان في تحمل مسؤولية تطوير برامج الموقع وإدارة المجتمع.
في عام 2015، أصبح واتكينز المالك والمشغل الرسمي ل8تشان. وظل برينان مديرًا للموقع حتى عام 2016، حيث تخلى عن الدور في ذلك الوقت.

## ما بعد 8تشان
في عام 2016، استقال برينان من منصبه كمدير لموقع 8تشان. وذكرت مجلة وايرد أن برينان ترك منصبه بسبب التوتر، بينما أرجع آخرون رحيله إلى اشمئزاز برينان المتزايد من الموقع ومحتوياته. واصل برينان العمل مع واتكينز لكنه توقف عن العمل والنشر على 8تشان، واستمر بدلاً من ذلك في العمل على مشروع 2 تشانل [الإنجليزية]. تولى ابن جيم واتكينز، رون واتكينز ‏، منصب مدير الموقع بعد استقالة برينان. في ديسمبر 2018، توقف برينان عن العمل لدى واتكينز وقطع العلاقات مع عائلة واتكينز، زاعمًا أن جيم واتكينز ظهر في منزله ووبخه لطلبه إجازة.
أصبح برينان ناقدًا صريحًا لموقع 8تشان وواتكينز، وناضل بنشاط لمحاولة إغلاق الموقع. في أعقاب إطلاق النار على مسجد كرايستشيرش في مارس 2019، حيث نشر مطلق النار بيانه وروابط لبث مباشر للهجوم على 8تشان، أخبر برينان صحيفة وول ستريت جورنال أنه لم يعد يريد الانخراط في عالم لوحات الصور مرة أخرى، قائلاً إن «الكثير من هذه المواقع تسبب بؤسًا أكثر من أي شيء آخر». في أعقاب إطلاق النار في إل باسو في أغسطس 2019، حيث زُعم أن المشتبه به نشر بيانًا على 8تشان قبل تنفيذ الهجوم، دعا برينان إلى إغلاق الموقع في مقابلة مع صحيفة نيويورك تايمز، قائلاً: «إنه لا يفيد العالم بأي شيء. إنه أمر سلبي تمامًا للجميع باستثناء المستخدمين المتواجدين هناك. وتعلم ماذا؟ إنه أمر سلبي لهم أيضًا. إنهم لا يدركون ذلك». في ظهوره في أغسطس 2019 على بودكاست كيو أنون مجهول ‏، قال برينان: «إذا أرادوا إعادة 8تشان إلى الإنترنت، فقط كن على علم، سأفعل كل ما بوسعي لإبقائه مغلقًا لأن العالم أفضل حالًا بدونه».
بعد أن رفض واتكينز إغلاق 8تشان في عام 2019، وجه برينان عددًا من التغريدات إليه وإلى لوحة الرسائل، واصفًا واتكينز بأنه «خرف» ومشرفي الموقع بأنهم «غير أكفاء». رد واتكينز برفع دعوى قضائية ضد برينان، زاعمًا أن برينان انتهك قانون منع الجرائم الإلكترونية في الفلبين لعام 2012، والذي يجعل «التشهير الإلكتروني» جريمة جنائية يمكن معاقبتها بالسجن. وقال برينان إن واتكينز رفع الدعوى لمحاولة ترهيبه ومعاقبته.
في 26 فبراير/شباط 2020، أصدرت محكمة فلبينية مذكرة توقيف بحق برينان بناءً على الشكوى. وقال برينان إنه بسبب حالته الصحية والظروف السيئة للغاية في مركز احتجاز بيكوتان التابع لمكتب الهجرة ‏، فإن اعتقاله من قبل السلطات الفلبينية من المرجح أن يؤدي إلى وفاته. فر برينان من الفلبين قبل ساعات من صدور مذكرة التوقيف، واستقل رحلة مختلفة لتجنب السلطات التي كانت تبحث عنه في المطار. قاوم مذكرة التوقيف الصادرة من الولايات المتحدة.
في مارس 2020، علقت المحكمة القضية في انتظار نتيجة الاستئناف الذي قدمه برينان إلى وزارة العدل الفلبينية. أقام برينان في البداية في فان نويس، كاليفورنيا، في المنفى من الفلبين، قبل أن يعود مع عائلته إلى الساحل الشرقي، في أواخر نوفمبر 2020.

## معارضة نظرية كيو أنون
أصبح برينان أيضًا معارضًا بارزًا لكيو أنون، وهي نظرية مؤامرة وحركة سياسية نشأت في المجال السياسي اليميني المتطرف في عام 2017. برينان هو شخصية محورية في البحث عن هوية «Q»، الشخصية المجهولة وراء منشورات لوحة الصور التي نشأت منها نظرية المؤامرة، والذي يدعي أنه مسؤول حكومي رفيع المستوى يتمتع بتصريح كيو والذي يدعي أنه لديه إمكانية الوصول إلى معلومات سرية تتعلق بإدارة ترامب ومعارضيها في الولايات المتحدة. بدأ Q في النشر على لوحة صور فورتشان في أكتوبر 2017 لكنه انتقل لاحقًا إلى 8تشان. يعتقد برينان أن جيم ورون واتكينز كانا يسيطران على حساب Q منذ أواخر عام 2017 أو أوائل عام 2018، وهو الوقت الذي يعتقد برينان أن رون واتكينز استخدم فيه وصوله بصفته المالك والمشغل لـ 8تشان للاستيلاء على الحساب من مشغله الأصلي.. وقد اتفق العديد من الصحفيين وباحثي نظريات المؤامرة مع تأكيد برينان بأن عائلة واتكينز تعمل مع كيو، أو تعرف هوية كيو، أو تتحكم في حساب كيو. في سبتمبر 2020، حسّن برينان نظريته من خلال افتراض أن «Q» الأصلي كان منظّر مؤامرة من جنوب إفريقيا يُدعى بول فوربر وأن رون واتكينز استخدم امتيازات تسجيل الدخول الخاصة به كمسؤول عن 8تشان للاستيلاء على حساب Q بعيدًا عن فوربر. في أوائل عام 2022، دعمت التحليلات التي أجراها فريقان مستقلان في اللغويات الجنائية نظرية برينان من خلال تحديد بول فوربر ورون واتكينز كمؤلفي منشورات Q.
في أكتوبر 2020، كشف بحث برينان أن موقع (بالإنجليزية: QMap)، وهو موقع ويب شهير ينشر منشورات Q، كان مملوكًا لجيم واتكينز. تم إغلاق الموقع بعد فترة وجيزة.

## تصميم الخط
بعد إنشاء موقع 8تشان، قام برينان بتطوير العديد من الخطوط مفتوحة المصدر للكمبيوتر. خط برينان (بالإنجليزية: TT2020) هو خط على غرار الآلة الكاتبة مع العديد من الاختلافات في الحروف الفردية، والذي يحاول محاكاة التناقضات في الأحرف التي تنتجها الآلة الكاتبة بشكل أكثر واقعية. خط برينان تشومسكي هو خط أسود اللون يعتمد على شعار نيويورك تايمز (وهو مصنوع يدويًا، وليس من نوع خط)، مع تعديلات تجعله أكثر ملاءمة للنص الجاري بدلاً من العناوين الرئيسية وحدها. تم تكليف برينان أيضًا من قبل جوجل لإنشاء خط بايباين [الإنجليزية].
كان برينان أحد المشاركين في صيانة برنامج فونت فورج المجاني ومفتوح المصدر لمدة عام ونصف، بدءًا من بعد فترة وجيزة من توقفه عن العمل مع واتكينز. خلال ذلك الوقت، قرر إنشاء برنامج تحرير الخطوط مفتوح المصدر الخاص به، والذي أطلق عليه اسم (بالإنجليزية: MFEK)، وهو اختصار لـ(بالإنجليزية: Modular Font Editor K) (كان في الأصل (بالإنجليزية: MFEQ)، بعد أن كان الحرف Q هو حرفه المفضل). في مقابلة أجريت معه في أكتوبر 2020 في أعرف ميمك، قال برينان إنه كان متحمسًا لإنشاء محرر خطوط جديد سهل الاستخدام ومفتوح المصدر «لإخراج تحرير الخطوط من أيدي البرامج الاحتكارية»، قائلاً إن شركة أبل لديها سيطرة كبيرة على سوق برامج تحرير الخطوط.

## وصلات خارجية
- fr_brennan على تويتر.